# Fontes (Reigada)
Fontes (llamada oficialmente As Fontes) es una aldea española situada en la parroquia de Reigada, del municipio de Monforte de Lemos, en la provincia de Lugo, Galicia.

## Localización
Se encuentra a una altitud de 336 metros sobre el nivel del mar, junto al cruce de la carretera LU-933 con la línea de ferrocarril León-La Coruña y al norte de la N-120.

## Demografía
| Gráfica de evolución demográfica de Fontes entre 2000 y 2020 |
|                                                              |
| Datos según el nomenclátor publicado por el INE.             |